# The Beauty in Black
«The Beauty in Black» es el primer sencillo oficial de la banda sueca de metal sinfónico Therion.

## Canciones
1. "Arrival of the Darkest Queen"
2. "The Beauty in Black"
3. "Evocation of Vovin"
4. "The Veil of Golden Spheres"

## Credits
- Christofer Johnsson - guitarra, Vocales, Teclados
- Piotr Wawrzeniuk - Batería
- Fredrik Isaksson - bajo

### Guest musicians
- Hans Groning - barítono vocales ("The Beauty in Black", "Evocation of Vovin")
- Claudia Maria Mokri - soprano vocales ("The Beauty in Black", "Evocation of Vovin")